# Doblas
Doblas é um município da província de La Pampa, na Argentina.